# 太任
太任（？—？），任姓，出身殷商貴族摯國的次女，据说在今河南省平舆县。商朝西歧諸侯西伯侯，後被諡為周王季季历之正妃，周文王昌之母。她曾经对周文王进行过胎教。
太任事蹟主要出自《詩經》。毛詩認為，摯仲氏任，為出自摯國的任姓仲女。
太姜（周太王之妻）、太任、太姒（周文王之妻）合稱「三太」，後世以「太太」作已婚女性的尊稱，代表賢德直追三太。